# Tam Nakano
Yuria Tauchi (田内 友里愛 Tauchi Yuria?, 22 de marzo de 1988) es una luchadora profesional japonesa. Actualmente trabaja para la empresa World Wonder Ring Stardom, bajo el nombre de Tam Nakano (中野 たむ Nakano Tamu?), donde es la actual Campeona Mundial de Stardom en su primer reinado, y la actual Campeona Maravilla de Stardom en su segundo reinado. Entre otros de sus logros, también destaca haber sido una ex tres veces Campeona Artística de Stardom y ex Campeona de las Diosas de Stardom
Nakano comenzó su carrera en la promoción Actwres girl'Z como una idol en 2015 antes de comenzar a entrenar y hacer su debut como luchadora profesional en julio de 2016. Nakano dejó la promoción en 2017, y comenzó a trabajar para Frontier Martial-Arts Wrestling (FMW) y World Wonder Ring Stardom de forma independiente, antes de firmar oficialmente con Stardom en noviembre de 2017.

## Carrera

### Actwres Girl’z y trabajo independiente (2016-2017)
Tauchi comenzó a bailar a los tres años de edad y finalmente se convertiría en instructora de baile en 2012. Se unió al grupo idol underground (término de origen inglés con el que se designa a los movimientos contraculturales que se consideran ajenos a la cultura oficial) conocido como Katamomi Joshi, y estuvo activa con ellos hasta abril de 2015. Desde entonces y en entrevistas, ha declarado que sufría de varias disputas con la agrupación, e incluso llegaba a discutir con los mánagers del grupo, para después irse a su casa llorando casi todos los días. Tiempo después, se uniría al grupo Infom@te, el cual se presentaba durante y después de shows de lucha libre para la promoción Actwres girl'Z. Obteniendo algo de popularidad como una idol (celebridad japonesa que alcanza fama en gran parte por virtud de su apariencia) y usando sus conocimientos existentes en artes marciales, en 2016, Tauchi comenzó a entrenar lucha libre para luchar en la promoción , e hizo su debut profesional bajo el nombre Tam Nakano (中野 たむ Nakano Tamu?) en julio de 2016, siendo derrotada por Saori Anou. Nakano continuo compitiendo de forma regular en Actwres girl'Z hasta junio de 2017, cuando anunció que estaría dejando la promoción para convertirse en luchadora independiente. El primer combate de Nakano como independiente tomo lugar dos días después, cuando ella y Manami Katsu derrotaron a Miss Koharu y Miss Mongol.

### World Wonder Ring Stardom (2017-presente)
Nakano apareció en un evento realizado por World Wonder Ring Stardom en la arena Korakuen Hall el 16 de julio de 2017, y anuncio sus intenciones de competir en el evento 2017 5★STAR GP. El 13 de agosto, Nakano clasificó para el torneo después de derrotar a Natsuko Tora. Nakano terminó el torneo con una victoria y dos puntos, sin oportunidad de avanzar a las finales. El 9 de septiembre, Nakano hizo un cambio a heel (término en inglés para referirse a un luchador rudo) por primera vez en su carrera, uniéndose al equipo de rudas, Oedo Tai. En octubre, Nakano sufrió una lesión y se vio incapaz de competir como luchadora, pero continuo haciendo apariciones con Oedo Tai como su mánager, e introdujo a su mascota, un panda de peluche conocido como «Producer P». El 1 de noviembre, Nakano fue oficialmente firmada por la promoción. El 21 de enero de 2018, como resultado de ser la última persona eliminada en un combate con estipulación gauntlet entre Queen’s Quest contra Oedo Tai, Nakano fue expulsada de Oedo Tai. De manera subsecuentemente, hizo un cambio a face (término en inglés para referirse a un luchador técnico) y comenzó a hacer equipo junto a Mayu Iwatani. El 18 de febrero, el dúo reto a las excompañeras de equipo de Tam, Hana Kimura y Kagetsu, en un combate por los Campeonatos de las Diosas de Stardom, en el cual fueron derrotadas. El 1 de abril en Stardom Dream Slam 2018 en Nagoya, Nakano hizo equipo con Io Shirai para derrotar a Oedo Tai (Kagetsu y Sumire Natsu) en un combate estipulado a muerte con murciélagos explosivos. El 30 de septiembre, Nakano, junto a Iwatani y Saki Kashima, derrotaron a J.A.N. (Jungle Kyona, Natsuko Tora y Kaori Yoneyama) para ganar los Campeonatos Artísticos de Stardom, el primer título de Nakano en la lucha libre profesional.
Como parte del Draft de Stardom en 2019, Nakano fue un miembro activo del equipo de Iwatani llamado «Stars» (en español, «Estrellas»). En el Torneo Cinderella del año 2019, Nakano se enfrentó a su vieja compañera de equipo, Kagetsu, en la primera ronda, con las dos luchando hasta llegar a un empate por límite de tiempo, y resultando en la eliminación de ambas del torneo. El 16 de mayo, Iwatani, Kashima y Nakano perdieron los Campeonatos Artísticos de Stardom ante el equipo «Tokyo Cyber Squad» (conformado por Kimura, Konami y Kyona), terminando su reinado con 228 días. El 16 de junio, Nakano reto a Arisa Hoshiki en un combate por el Campeonato Maravilla de Stardom, en el cual fue derrotada. Nakano, junto a Iwatani y Kashima, recuperaron los títulos el 23 de junio, sin embargo, los perdieron nuevamente el mes siguiente el 20 de julio. El 15 de noviembre, Nakano, junto a Hoshiki, ganaron el torneo anual Goddesses of Stardom Tag League, cuando derrotaron a Bea Priestley y Jamie Hayter en las finales. Después de ganar el torneo, Hoshiki y Nakano retaron a Konami y Kyona el 24 de noviembre en un combate por los Campeonatos de las Diosas de Stardom, en el cual fueron derrotadas.
El 26 de julio de 2020, Nakano reto a Giulia en un combate por el vacante Campeonato Maravilla de Stardom, en el cual fue derrotada y como resultado, Giulia se convirtió en la nueva campeona. El 3 de octubre, Nakano reto a Giulia nuevamente en un combate por el Campeonato Maravilla de Stardom, sin embargo, fue derrotada por segunda ocasión. El 15 de noviembre, Nakano, junto a sus compañeras del equipo «Stars» Mina Shirakawa y Unagi Sayaka, formaron un nuevo equipo dentro de Stars llamado «Cosmic Angels» (en español, «Ángeles Cósmicos»), con el trío derrotando a Kashima, Rina y Tora. El 16 de diciembre, Cosmic Angels derroto a Kashima, Priestley y Tora para ganar los Campeonatos Artísticos de Stardom. El 20 de diciembre, después de que Cosmic Angels tuviera su primera defensa titular exitosa contra Gokigen Death, Iwatani y Starlight Kid, Iwatani anunció que Cosmic Angels dejaría el equipo Stars para ser su propia unidad de equipo independiente.
El 3 de marzo de 2021, en el evento All Star Dream Cinderella, Nakano derrotó a Guilia en un combate con estipulación cabellera contra cabellera por el Campeonato Maravilla de Stardom, el cual fue su primer campeonato individual dentro de la promoción. El 29 de diciembre en Stardom Dream Queendom, fue derrotada por Saya Kamitani en un combate por el título, terminando su reinado con 301 días. El 26 de agosto de 2022, en el evento Stardom x Stardom: Nagoya Midsummer Encounter, Nakano hizo equipo con Natsupoi como parte de Cosmic Angels, pero utilizando el nombre meltear. Juntas se enfrentaron a Fukuoka Double Crazy (Hazuki y Koguma), las Campeonas de las Diosas de Stardom, en un combate por sus títulos, en el que salieron victoriosas y capturaron los campeonatos. El 29 de diciembre en Stardom Dream Queendom 2, meltear (ella y Natsupoi) perdió los Campeonatos de las Diosas de Stardom ante 7Upp (Nanae Takahashi y Yuu), concluyendo su reinado con 130 días.

### New Japan Pro Wrestling (2021, 2023)
El 5 de enero de 2021, en la segunda noche del evento New Japan Pro-Wrestling (NJPW) Wrestle Kingdom 15, Nakano hizo su primera aparición en un evento de NJPW donde ella, junto a Iwatani, perdieron en un combate no televisado ante Giulia y Syuri.
El 4 de enero de 2023, en Wrestle Kingdom 17, se enfrentó a Kairi en un combate por el Campeonato Femenino de IWGP, en el cual fue derrotada.

## Vida personal
Tauchi está entrenada en kung fu y le rinde tributo a esto con sus atuendos de lucha libre y su estilo de lucha.

## Campeonatos y logros
- World Wonder Ring Stardom
  - World of Stardom Championship (1 vez)
  - Wonder of Stardom Championship (2 veces)[36]
  - Goddess of Stardom Championship (1 vez) – con Natsupoi[38]
  - Artist of Stardom Championship (3 veces) – con Mayu Iwatani y Saki Kashima (2),[23][27] y Mina Shirakawa y Unagi Sayaka (1)[34]
  - Goddesses of Stardom Tag League (2019) – con Arisa Hoshiki[29]
  - 5★Star GP Award (2 veces)
    - 5★Star GP Best Match Award (2020) vs. Giulia el 13 de septiembre[44]
    - 5★Star GP Technique Award (2019)[45]

  - Stardom Year-End Award (1 vez)
    - Best Match Award (2019) vs. Arisa Hoshiki el 16 de junio[46]
    - Fighting Spirit Award (2020)[47]
- Pro Wrestling Illustrated
  - Situada en el puesto Nº76 del PWI Female 100 en 2019[48]
  - Situada en el puesto Nº9 del PWI Women's 150 en 2021[49]
  - Situada en el puesto Nº5 del PWI Women's 150 en 2023

## Luchas de Apuestas
| Ganadora               | Perdedora          | Lugar        | Evento                    | Fecha              | Notas  |
| ---------------------- | ------------------ | ------------ | ------------------------- | ------------------ | ------ |
| Tam Nakano (cabellera) | Giulia (cabellera) | Tokio, Japón | All Star Dream Cinderella | 3 de marzo de 2021 | [ 36 ] |